# غافين فلمنج
غافين فلمنج هو سياسي كندي، ولد في 5 يونيو 1826، وتوفي في 17 مايو 1890. نشط حزبياً في الحزب الليبرالي الكندي. وقد انتخب عضو مجلس العموم الكندي.